# Димбова
Димбова (рум. Dâmbova) — село у повіті Горж в Румунії. Входить до складу комуни Дрегуцешть.
Село розташоване на відстані 235 км на захід від Бухареста, 11 км на південний захід від Тиргу-Жіу, 84 км на північний захід від Крайови.

## Населення
За даними перепису населення 2002 року у селі проживали 394 особи, усі — румуни. Усі жителі села рідною мовою назвали румунську.